# Герб Бранденбурга
Бранденбургский орёл (нем. Brandenburgischer Adler) — официальный герб федеральной земли Бранденбург. 
Герб Бранденбурга официально утверждён в 1990 году, однако орёл является геральдическим символом Бранденбурга с X века. Бранденбургского орла иногда называют Красным (англ. Roter Adler) из-за цвета, а из-за того, что такой символ впервые начал использоваться графами из рода Асканиев — Асканийским (нем. Askanischer)

## Описание
Герб Бранденбурга представляет собой серебряный щит с глядящим вправо одноглавым червлёным орлом с золотыми клювом, когтями и распростёртыми крыльями, обрамлёнными стеблями клевера (трилистниками).

## История
В качестве символа Бранденбурга орёл известен с X века и по легенде был принят ещё Геро I Железным. Первая печать с изображением Бранденбургского орла датируется примерно 1170 годом. Маркграф Альбрехт II, сын Оттона I Бранденбургского, использовал орла в качестве личного герба (возможно, под влиянием от герба Священной Римской империи, под властью которой находилась марка).
В видоизменённом представлении или с дополнительными геральдическими символами бранденбургский орёл так же является частью гербов многих городов (особенно основанных асканийскими маркграфами: Потсдам, Зальцведель, Пренцлау) и муниципалитетов в районе бывшей Бранденбургской марки. Так на первых городских печатях нынешней столицы Германии, Берлина:
- На самой древней печати, датируемой 1253 годом, изображён Бранденбургский орёл перед городской стеной (свидетельство того, что права города Берлин получил от маркграфства Бранденбург).
- На большой городской печати 1280 года изображён полный герб Бранденбургской марки и маленький щит со скошенным медведем. Это было первое использование медведя в качестве символа Берлина.
- На печати 1388 года медведь несёт герб Бранденбурга, привязанный к шее, а на печати 1448 года бранденбургский орёл водружён ему на спину.

Герб Бранденбурга был удалён из герба Берлина только в 1919 году, с возникновением Веймарской республики.
Происхождение Червлёного цвета орла иногда связывают с названием города (нем. Brand — пожар, огонь и нем. Burg — «крепость»). Происхождение трилистника на крыльях неизвестно, предположительно в XIII веке. Скипетр в лапе орла появился на гербе после 1417 года, когда король Германии Сигизмунд назначил графа Нюрнберга Фридриха VI маркграфом Бранденбурга, которому в качестве символа власти был вручён курфюршеский скипетр. Такой герб практически не использовался на территории Бранденбурга, Фридрих использовал его как личный.
На изображениях герба в период с 1817 по 1824 годы ошибочно присутствует королевская корона, как у прусского орла. С апреля 1824 года Бранденбургский орёл изображается с золотыми мечом в левой лапе, скипетром в правой и с шапкой курфюрста. С указа 11 января 1864 года Бранденбургский орёл изображается с лазоревым щитком на груди, на котором изображён золотой курфюршеский скипетр, как знак того, что Гогенцоллерны входили в число 7 важнейших родов Германии, избиравших императора.

Гербы Прусской провинции Бранденбург
Малый
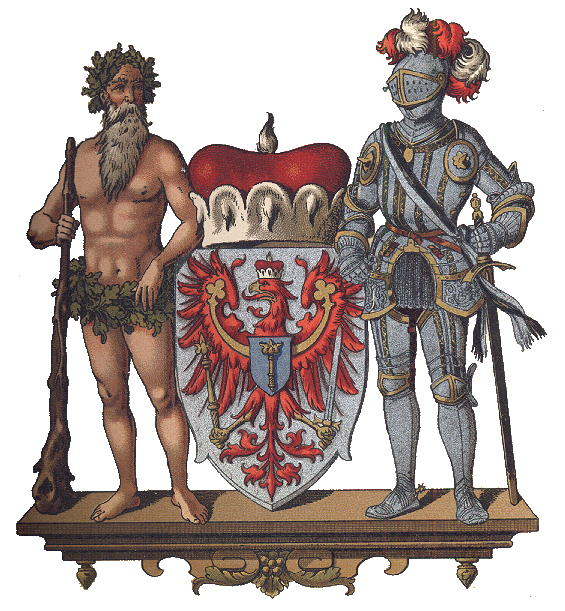
Средний
Большой

Герб Бранденбурга в составе Германской Демократической Республики просуществовал с 1945 до 1952 года, пока земля не была распущена в рамках административной реформы, после чего герба как такового не было. Гербу образованной 3 октября 1990 года федеральной земли Бранденбург была возвращена первоначальная форма XII века: без шапки курфюрста, меча, скипетра и нагрудного знака.